# Aeropuerto de Aniak
El Aeropuerto de Aniak (IATA: ANI, OACI: PANI, FAA LID: ANI)  es un aeropuerto público ubicado en las inmediaciones de Aniak, una ciudad del estado de Alaska, en los Estados Unidos.

## Aerolíneas y destinos
- Era Aviation (Anchorage, Chuathbaluk, Holy Cross, Kalskag, Shageluk )
- PenAir (Anchorage)